# Marlierea obversa
Marlierea obversa är en myrtenväxtart som beskrevs av Carlos Maria Diego Enrique Legrand. Marlierea obversa ingår i släktet Marlierea och familjen myrtenväxter. Inga underarter finns listade i Catalogue of Life.

## Bildgalleri

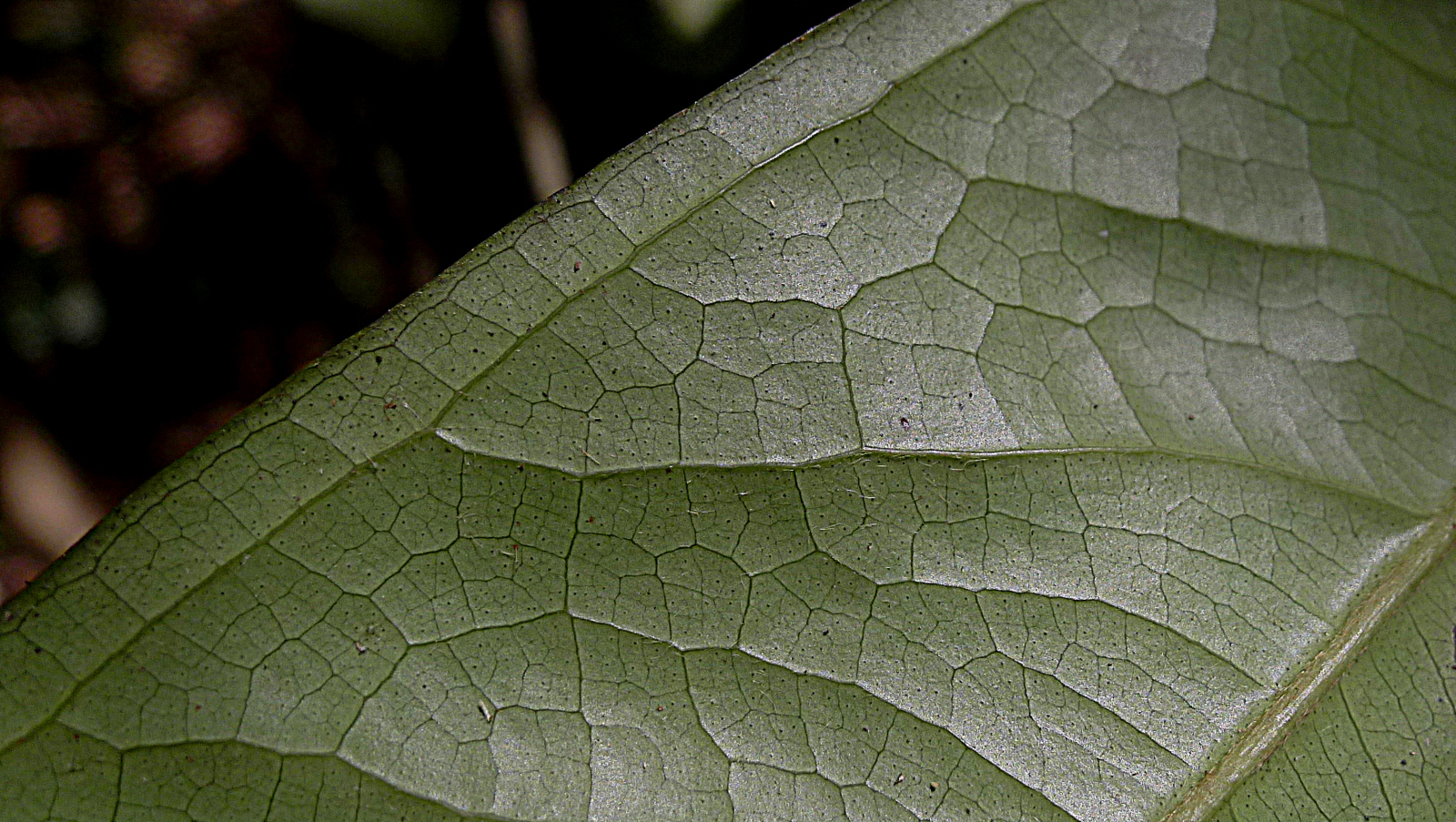
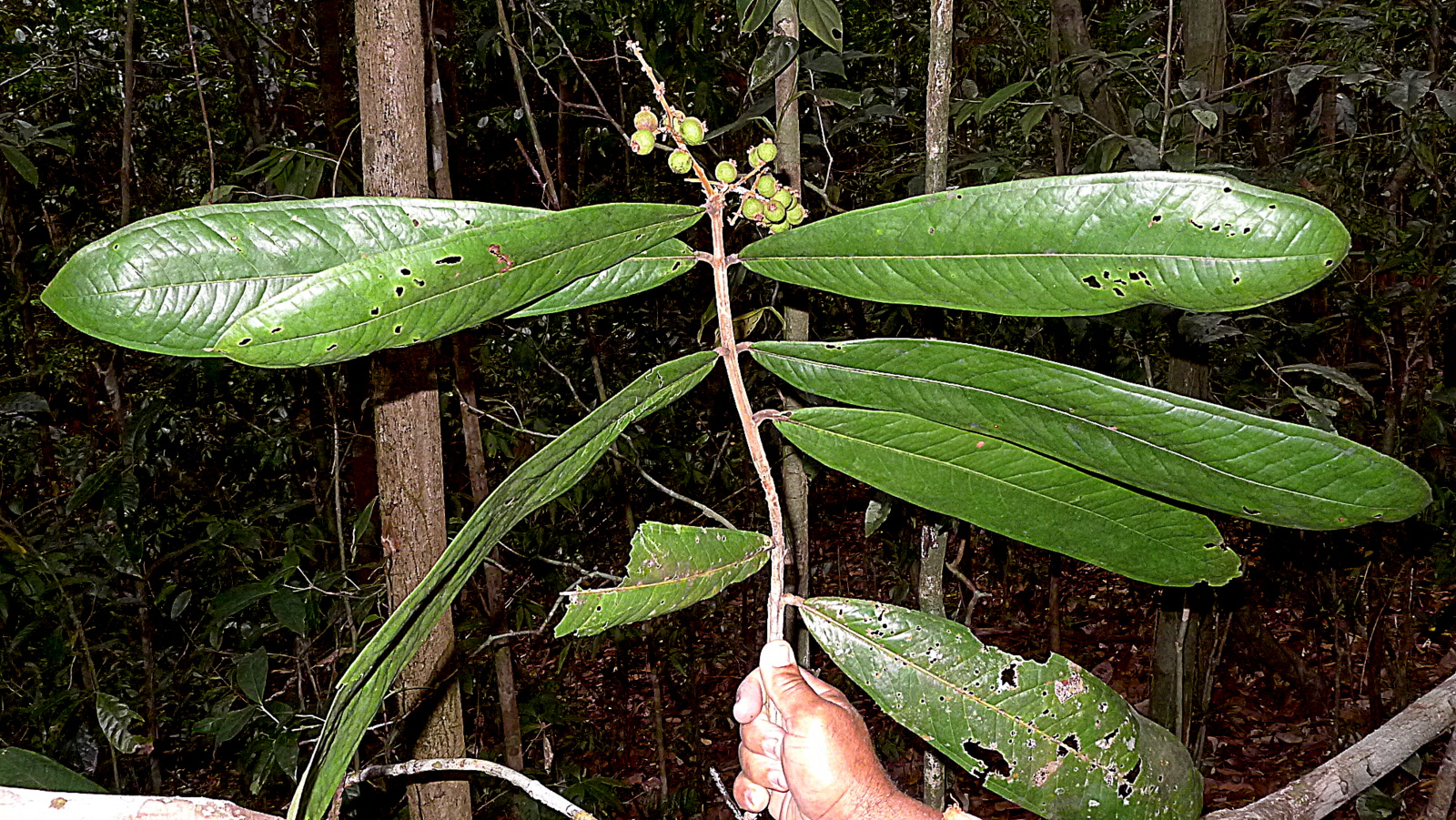
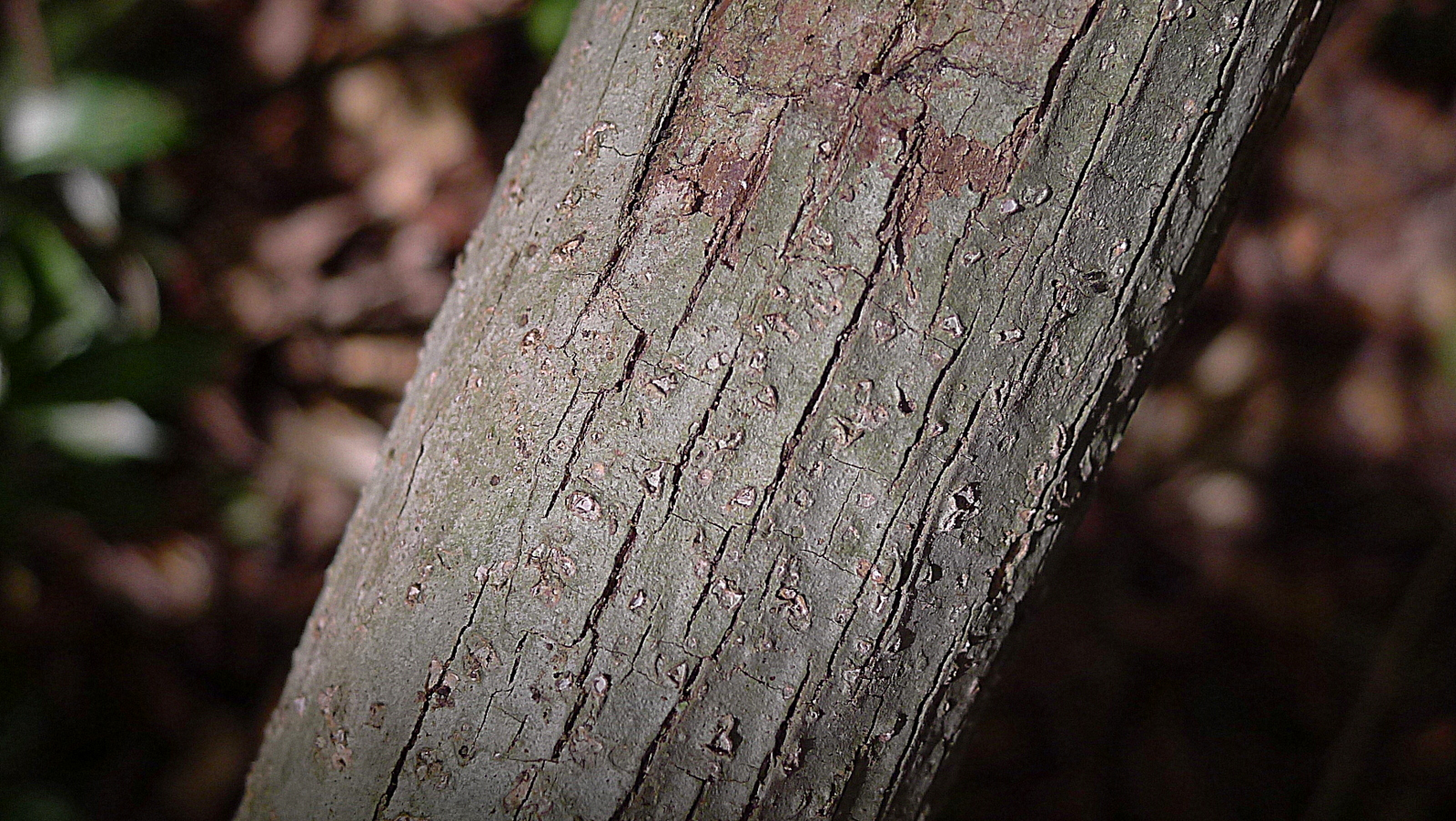
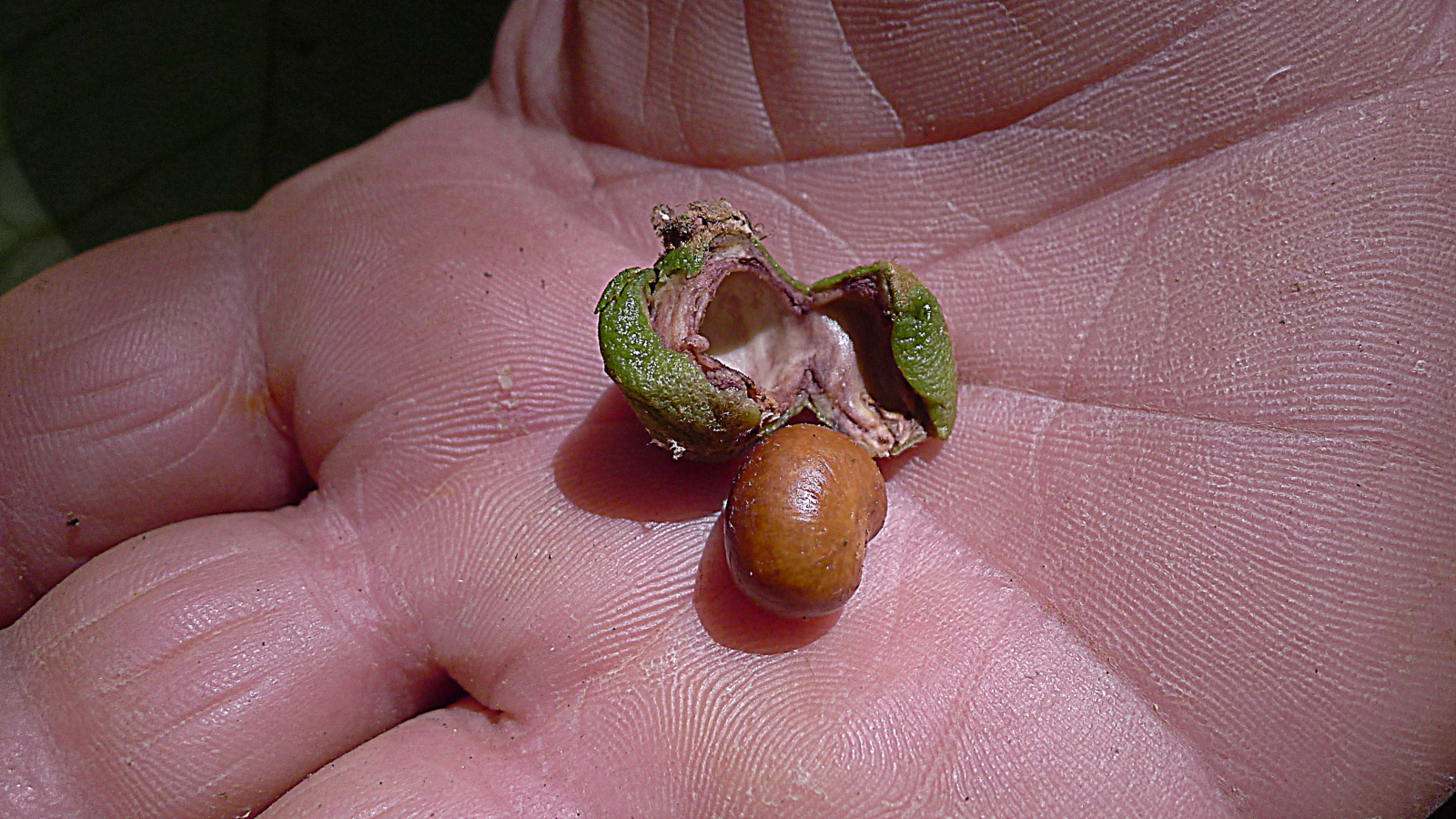